# Faluvégi Anna
Faluvégi Anna, születési neve Faluvégi Anna Ilona (Székelykeresztúr, 1967. szeptember 22.[forrás?] –)  író, költő.
1986-ban érettségizett a Székelykeresztúri Ipari Líceumban állategészségügyi szakon.[forrás?] 2014-ben természetgyógyászat képzésbe kezdett.[forrás?]
Első versét az Ifjúmunkás közölte. Később újságcikkei, versei, novellái az Udvarhelyszékben, Erdélyi Naplóban, Kisvárosban jelentek meg.
Novellaíró pályázaton 1997-ben II. helyezést ért el a Csend című novellával (Dunakeszi), amely 1998-ban a Szél fúj szívemben című könyvben jelent meg.
Ebben az időben tagja az AVANA Magyar Tudományos Fantasztikus Művelődésért Országos Egyesületnek, a Hungarocon kiadványban közlik novelláját.
Irodalmi portálokon, különböző folyóiratokban és más újságokban jelentet meg verseket, esszéket, interjúkat, könyvismertetőket, recenziót (Káfé Főnix, Ezüst híd, Eirodalom.ro, Virtuarium.eu, Erdélyi Napló, Művelődés, Várad, Garabontziás).

## Önálló kötetei
- a neved Te vagy (2002, Székelykeresztúr)- versek
- Valóságteremtő energia (2017, Budapest) – életmód, önfejlesztés[3]
- Pszichokrízis (2018, Budapest) – novellák[4]
- Elárultál (2019, Budapest)  – pszichológiai thriller regény[5]
- Gyötrő bűntudat (2022, Budapest)  – pszichológiai thriller regény[6]
- Pótkulcsok (2022, Budapest) – pszichológiai thriller regény[7]
- gyöngyszem az ég (2023, Marosvásárhely)- versek
- Elárultál(második, átdolgozott kiadás- 2024, Budapest)